# Fondazione Scienza e Tecnica
La Fondazione Scienza e Tecnica è una istituzione scientifica e culturale che ha sede a Firenze in via Giusti 29, ove gestisce il Museo della Fondazione Scienza e Tecnica.
È nata nel 1987 per iniziativa della Regione Toscana, della Provincia e del Comune di Firenze, con il supporto scientifico dell'Istituto e Museo di Storia della Scienza (oggi Museo Galileo), per conservare, promuovere e diffondere la cultura scientifica e tecnologica attraverso il recupero e la valorizzazione del patrimonio storico scientifico dell'Istituto Tecnico Toscano.

## Scopo
Fin dalla sua istituzione grazie ai ricercatori, tecnici presenti nei suoi organi e agli istituti culturali con cui collabora, ha operato per far conoscere e rendere disponibile un patrimonio scientifico di altissimo valore, fino ad allora quasi sconosciuto.
Organizza inoltre attività finalizzate a promuovere la divulgazione scientifica.

## Patrimonio

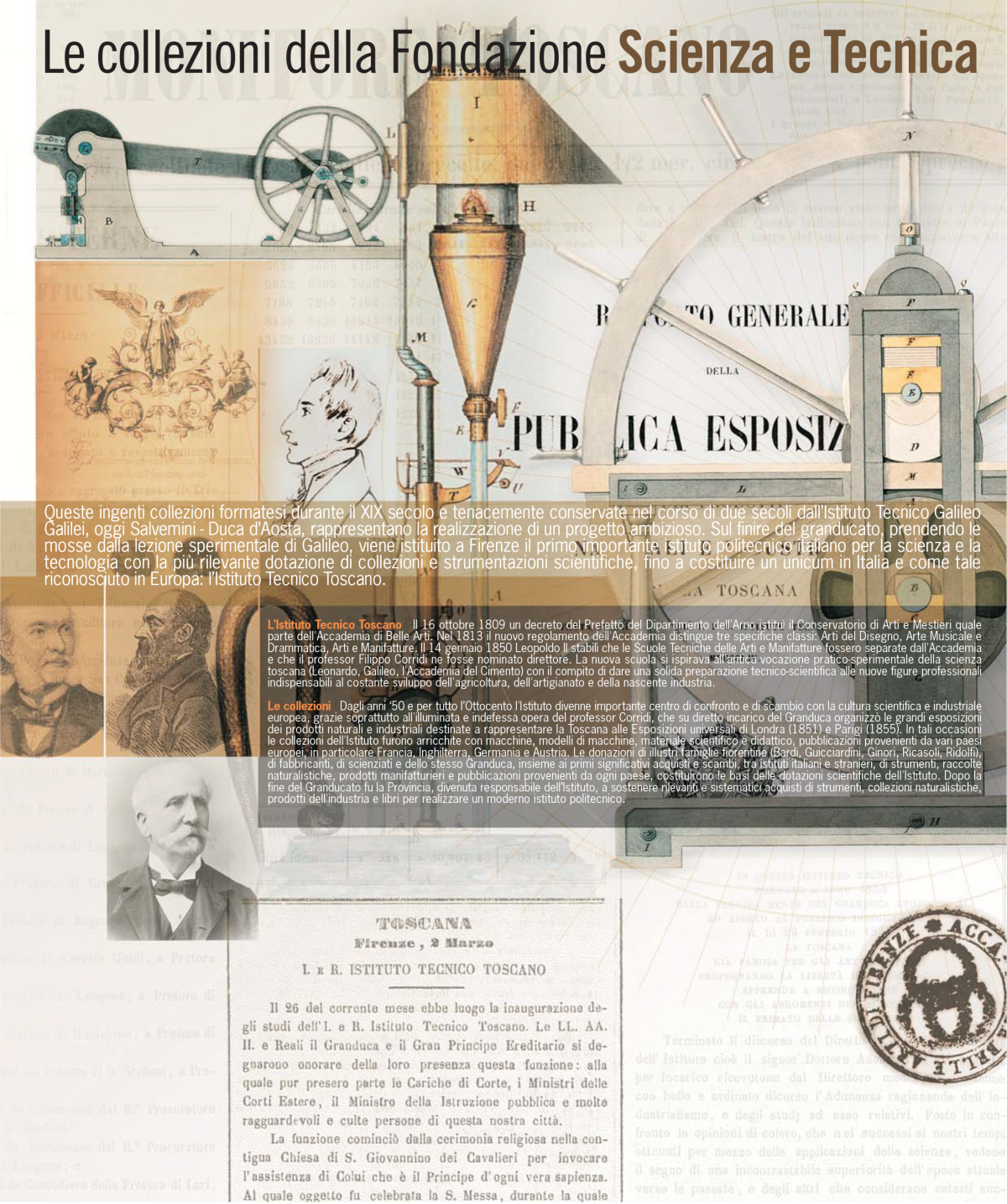
Pannello descrittivo delle collezioni.

La Fondazione ha in affidamento gran parte dei materiali raccolti dall'Istituto Tecnico toscano fin dalle sue origini. Si tratta di più di cinquantamila beni suddivisi in raccolte naturalistiche, strumenti scientifici, modelli di macchine, prodotti manifatturieri e fondi librari di interesse storico.

### Museo
Comprende due nuclei principali: il Gabinetto di Fisica, restaurato e visitabile dal 2007 ed il Gabinetto di Storia Naturale (creato dal prof. Giacomo Trabucco del quale fu direttore dal 1890 al 1907) esposto in minima parte nel corridoio d'ingresso, in attesa del restauro dei locali e della collezione.

### Biblioteca
Raccoglie un cospicuo numero di opere, che rappresentano la conoscenza tecnico-scientifica italiana ed europea dell’Ottocento: sono infatti documentate discipline quali agronomia e silvicoltura, chimica, fisica e astronomia, matematica, meccanica idraulica, storia naturale, topografia, costruzioni, economia e statistica, per un totale di circa 30.000 tra volumi, opuscoli e periodici.

## Planetario
Inaugurato nel 2001, e gestito in collaborazione con il Museo Galileo e l’Osservatorio Astrofisico di Arcetri.

## Sede
Ha sede nell’edificio costruito dal Comune di Firenze nel 1891 in via del Mandorlo (oggi Via Giusti 29), per dare accoglienza alle collezioni dell’Istituto Tecnico Toscano precedentemente collocati nella sede dell’antico Convento delle Cavalieresse di Malta in via San Gallo.
Alla Fondazione è destinata l’ala destra del complesso per circa 2.500 metri quadrati di superficie sviluppati su cinque livelli.

## Attività didattiche
La Fondazione propone numerose attività didattiche, finalizzate a incuriosire ed avvicinare il pubblico alla scienza, alla tecnologia ed alle scienze naturali. L'educazione verso l'importanza storica dello sviluppo scientifico-tecnologico è quindi centrale e prioritaria.
I progetti proposti sono tutti di tipo dimostrativo svolti in aule polifunzionali e rivolti a scuole e privati, con particolare attenzione verso i più piccoli, a cui è consentito anche festeggiare il compleanno nei locali del Museo.

### Progetto Welcome
Dal 2016 la Fondazione insieme ad altri otto musei fiorentini (Museo Galileo, Museo di storia naturale dell’Università di Firenze, Museo Horne, Museo fiorentino di preistoria, Museo Marino Marini, Giardino di Archimede, Museo di Casa Buonarroti), ha aderito al progetto WELCOME organizzato dalla Regione Toscana, volto a migliorare i servizi a favore dei visitatori dei musei, con particolare attenzione alle esigenze di un pubblico svantaggiato.
Da questo progetto è nato un video in LIS (Lingua dei Segni Italiana) di presentazione al Museo e alle sue opere.